# Oļegs Znaroks
Oļegs Znaroks (in russo Олег Валерьевич Знарок?; Ust-Katav, 2 gennaio 1963) è un ex hockeista su ghiaccio e allenatore di hockey su ghiaccio lettone, fino al 1991 sovietico.

## Carriera
Dal 2014 al 2018 ha allenato la nazionale russa, che ha portato al successo in un campionato mondiale (2014) e un'olimpiade (Pyeongchang 2018).

## Palmarès

### Giocatore
- Campionato europeo di hockey su ghiaccio Under-18
  - : 1981 (URSS)

### Allenatore

#### Club
- Coppa Gagarin: 3

Dinamo Mosca: 2011-2012, 2012-2013
SKA S. Pietroburgo: 2016-2017

#### Nazionale
- Campionato mondiale:
  - : 2014 (Russia)
  - : 2015 (Russia)
  - : 2016, 2017 (Russia)
- Giochi olimpici invernali:
  - : Pyeongchang 2018 (Atleti olimpici dalla Russia)

#### Individuale
- Miglior allenatore della KHL: 4

2009-2010, 2011-2012, 2012-2013, 2016-2017